# Nederlands militair ordinariaat
Het Nederlands militair ordinariaat of Krijgsmachtbisdom is opgericht op 16 april 1957, met de status van vicariaat en vanaf 22 juli 1986 met de status van bisdom. De statutaire naam is 'Ordinariaat voor de Nederlandse Strijdkrachten' In de volksmond spreekt men vaker over het militair ordinariaat. 
Het bureau van de aalmoezeniersdienst van de krijgsmacht is gevestigd in Den Haag. Het ordinariaat kent geen eigen geestelijken. Het korps aalmoezeniers is samengesteld uit twee priesters, zeven diakens en 33 pastoraal werkers.

## Krijgsmachtbisschoppen (Ordinarii)
- 1957–1975:  Bernardus Alfrink
- 1975–1982:  Johannes Willebrands
- 1982–1993:  Philippe Bär
- 1993–heden: sedisvacatie
  - 1995-2020: Jos Punt (apostolisch administrator)
  - 2020-heden: Everard de Jong (apostolisch administrator)